# Oscar Nunez
Oscar Nuñez (n. 18 noiembrie 1958, Colón, Matanzas Province⁠(d), Cuba) este un actor cubano-american. Este cel mai bine cunoscut pentru rolul de contabil al companiei Dunder Mifflin, Oscar Martinez, în serialul NBC La birou. 
A fost membru al grupului de scheci comic de improvizație The Groundlings și mai târziu a devenit un personaj principal al distribuției serialului La birou. De asemenea, a creat și a jucat în serialul Comedy Central Halfway Home din 2007, iar în 2014 a jucat în serialul de comedie Benched. Din 2018, a apărut într-o serie de reclame State Farm.

## Filmografie

### Film
| An   | Titlu                                      | Rol                     | Note           |
| ---- | ------------------------------------------ | ----------------------- | -------------- |
| 2003 | Jaf în stil italian                        | Paznic                  |                |
| 2005 | Când mâncăm?                               | Santa Designer          |                |
| 2007 | Apel de urgență în Reno: Operațiunea Miami | Jose Jose Jose          |                |
| 2009 | Vrei să te însori cu mine?                 | Ramone                  |                |
| 2011 | Fără bărbați...sau nu!                     | Preotul Rafael          |                |
| 2011 | Un romantic incurabil                      | Adam Lebowitz           |                |
| 2014 | Tell                                       | Preotul Jack            |                |
| 2015 | Cei 33                                     | Yonni Barrios           |                |
| 2016 | Miss Stevens                               | director Albert Alvarez |                |
| 2016 | Mascots                                    | Cesar Hidalgo           |                |
| 2017 | Baywatch                                   | Councilman Rodriguez    |                |
| 2022 | Orașul pierdut                             | Oscar                   |                |
| 2022 | Magie în New York 2 †                      | Edgar                   | Post-producție |

### Televiziune
| An        | Titlu                                     | Rol                                 | Note                                                           |
| --------- | ----------------------------------------- | ----------------------------------- | -------------------------------------------------------------- |
| 2000      | Curb Your Enthusiasm                      | Male Parking Attendant              | Episodul: "Interior Decorator"                                 |
| 2001      | Grounded for Life                         | Security Guard                      | Episodul: "I Wanna Be Suspended"                               |
| 2002–2003 | Malcolm in the Middle                     | Ranch Hand                          | 2 episoade                                                     |
| 2003      | Still Standing                            | Tim                                 | Episodul: "Still Hairdressing"                                 |
| 2003      | Reno 911!                                 | Captain Dwayne Hernandez            | 2 episoade                                                     |
| 2003      | 24 de ore                                 | Pilot                               | Episodul: "Day 3: 6:00 p.m. - 7:00 p.m."                       |
| 2005–2013 | The Office                                | Oscar Martinez                      | Distribuția principală; 189 de episoade                        |
| 2006      | Reno 911!                                 | "Spanish Mike" Alvarez              | Episodul: "Spanish Mike Returns"                               |
| 2007      | Halfway Home                              | Eulogio Pla                         | 10 episoade                                                    |
| 2010      | Fred: The Movie                           | Lorenzo                             | Film de televiziune                                            |
| 2011–2012 | Bob's Burgers                             | Cha-Cha / Pepe (voce)               | 2 episoade                                                     |
| 2013      | Prosecuting Casey Anthony                 | Jose Baez                           | Film de televiziune                                            |
| 2013      | Family Tree                               | Discount Car Rental Agent           | Episodul: "Indians"                                            |
| 2013      | It's Always Sunny in Philadelphia         | Sudz Manager                        | Episodul: "The Gang Tries Desperately to Win an Award"         |
| 2014      | New Girl                                  | Doug                                | Episodul: "Cruise"                                             |
| 2014      | Bad Teacher                               | Louis                               | Episodul: "Life Science"                                       |
| 2014      | Benched                                   | Carlos                              | 12 episoade                                                    |
| 2015      | Comedy Bang! Bang!                        | FBI Agent José González             | Episodul: "Maya Rudolph Wears a Black Skirt & Strappy Sandals" |
| 2015      | Adam Ruins Everything                     | Benny                               | Episodul: "Adam Ruins Work"                                    |
| 2015      | Romantically Speaking                     | Carl                                | Television film                                                |
| 2015–2019 | Life in Pieces                            | Dr. James Changa                    | 2 episoade                                                     |
| 2016      | Brooklyn Nine-Nine                        | Dr. Porp                            | Episodul: "9 Days"                                             |
| 2016      | iZombie                                   | Stan Mendoza                        | Episodul: "Eternal Sunshine of the Caffeinated Mind"           |
| 2016      | Mutt & Stuff                              | Claude Puppe                        | Episodul: "Lights! Camera! Bark!"                              |
| 2016      | Shameless                                 | Rick Encarnacion                    | 2 episoade                                                     |
| 2016      | Bad Internet                              | Jim                                 | Episodul: "Your Search History Revealed"                       |
| 2016      | Boondoggle                                | Eduardo                             | Episodul: "The Course"                                         |
| 2016      | Uncle Buck                                | Hector                              | Episodul: "The Interrogation"                                  |
| 2016      | Liv și Maddie                             | Mr. Beelick                         | Episodul: "Sorta-Sisters-A-Rooney"                             |
| 2016–2017 | People of Earth                           | Father Doug                         | 15 episoade                                                    |
| 2018      | American Housewife                        | Rupert the Cop                      | Episodul: "Midlife Crisis"                                     |
| 2018      | 9-1-1                                     | Guillermo                           | Episodul: "Point of Origin"                                    |
| 2018      | Worst Cooks in America: Celebrity Edition | Himself                             | 5 episoade (season 13)                                         |
| 2018–2019 | 3Below: Tales of Arcadia                  | Sergeant Costas (voce)              | 9 episoade                                                     |
| 2019      | Those Who Can't                           | Johnson                             | Episodul: "Yes We Scan"                                        |
| 2019      | NCIS: Los Angeles                         | Lionel Fernandez                    | Episodul: "No More Secrets"                                    |
| 2019      | Where's Waldo?                            | Wizard Featherbeard (voce)          | Episodul: "Costa Rica... In Color!"                            |
| 2019–2020 | Dom' profesor Iglesias                    | Asistent-principal Carlos Hernandez | 18 episoade                                                    |
| 2020      | Home Movie: The Princess Bride            | Inigo Montoya                       | Episodul: "Chapter Three: The Cliffs Of Insanity"              |
| 2020      | Social Distance                           | Miguel Villareal                    | Episodul: "A Celebration of the Human Life Cycle"              |
| 2020      | Reședința Goldberg                        | Ted                                 | Episodul: "Airplane!"                                          |
| 2021      | No Activity                               | (voce)                              | Episodul: "It's Not a Cult!"                                   |
| 2021      | Zoey's Extraordinary Playlist             | Dr. Tesoro                          | 3 episoade                                                     |